# Castigo divino

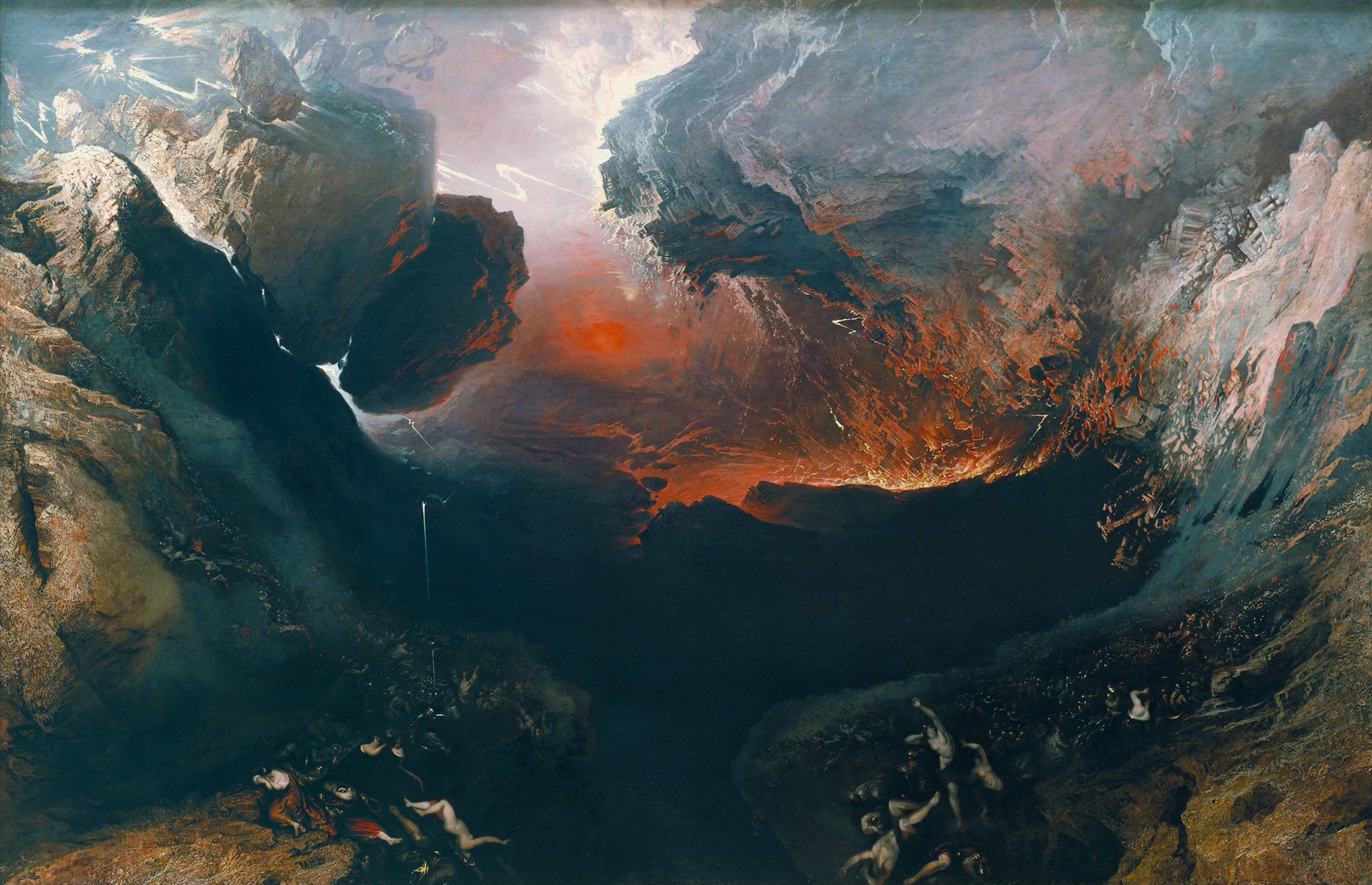
The End of the World, comúnmente conocido como The Great Day of His Wrath, en 1851–1853 oleo sobre tela en canvas por el pintor inglés John Martin. Según Frances Carey, el cuadro muestra la "destrucción de Babilonia y del mundo material por un cataclismo natural". Esta pintura, sostiene Carey, es una respuesta a la escena industrial emergente de Londres como metrópoli a principios del siglo XIX, y al crecimiento original de la civilización de Babilonia y su destrucción final. Según la Tate, el cuadro representa una parte del Apocalipsis 16, un capítulo del Nuevo Testamento.

El castigo divino es el castigo sobrenatural de una persona, un grupo de personas o todo el mundo por una deidad en respuesta a alguna acción. Muchas culturas tienen una historia sobre cómo una deidad impuso un castigo a los anteriores habitantes de su territorio, causando su perdición.
Un ejemplo de castigo divino es la historia que se encuentra en muchas culturas sobre una gran inundación que destruyó a toda la humanidad, como se describe en los vedas hindúes o la epopeya de Gilgamesh. Los vedas y el Libro del Génesis (6:9-8:22), dejan un superviviente principal "elegido"; en el primer ejemplo es Utnapishtim, y en el último es Noé. Las referencias en el Nuevo Testamento y el Corán a un hombre llamado Nuh (Noé) a quien Dios ordenó construir un arca también sugieren que un hombre y sus seguidores se salvaron en una gran inundación.
Otros ejemplos en la literatura religiosa hebrea incluyen la dispersión de los constructores de la Torre de Babel (Génesis 11:1-9), la destrucción de Sodoma y Gomorra (Génesis 18:20-21, 19:23-28) (Corán 7:80-84), y las Diez Plagas infligidas a los antiguos egipcios por perseguir a los hijos de Israel (Éxodo, capítulos 7-12).
En la mitología griega, la diosa Hera a menudo se enfurecía cuando su marido Zeus fecundaba a mujeres mortales, y exigía el castigo divino sobre los hijos nacidos de tales aventuras. En algunas versiones del mito,  Medusa fue convertida en su forma monstruosa como castigo divino por su vanidad; en otras fue un castigo por haber sido violada por Poseidón.
La Biblia se refiere a la retribución divina como, en la mayoría de los casos, siendo retrasado o "atesorado" a un tiempo futuro. La visión de las obras sobrenaturales de Dios y la retribución militaría contra la fe en la Palabra de Dios. William Lane Craig dice que, en opinión de Pablo, las propiedades de Dios, su poder eterno y su deidad, se revelan claramente en la creación, de modo que las personas que no creen en una eterna y poderosa creador del mundo no tienen excusa. De hecho, Pablo dice que en realidad saben que Dios existe, pero suprimen esta verdad a causa de su injusticia.
Algunas religiones o posturas filosóficas no tienen un concepto de retribución divina, ni plantean un Dios capaz o dispuesto a expresar sentimientos humanos como los celos, la venganza o la ira. Por ejemplo, en el deísmo y el pandeísmo, el creador no interviene en absoluto en el Universo, ni para bien ni para mal, y por lo tanto no muestra tal comportamiento. En el panteísmo (reflejado también en el pandeísmo), Dios es el Universo y abarca todo lo que hay en él, por lo que no tiene necesidad de retribución, ya que todas las cosas contra las que se podría tomar retribución están simplemente dentro de Dios. Este punto de vista se refleja también en algunas formas panteístas o pandeístas del hinduismo.